# سهل تادلة
سهل تادلة ينتمي إلى السهول الداخلية المغربية ويمتد على مساحة تقدر ب 3600 كلم2، يقع بين خطي طول 6.25 و 7 غرب خط غرينتش، وبين خطي عرض 32.12 و 32.36 شمال خط الإستيواء.
يحد شمالا بهضبة الفوسفاط وجنوبا بسلسلة جبال الأطلس المتوسط، ويضيق من جهة الشرق في اتجاه تضاريس زاوية الشيخ،
ويعتبر واد العبيد كحد إقليمي و هيدرولوجي للسهل من جهة الغرب. يصل طول هذا السهل إلى 125 كلم، أما عرضه فيبلغ 50 كلم.
ويخترقه نهر أم الربيع على مسافة تصل إلى 160 كلم. ويقسمه إلى قسمين متباينين من الجانبين الهيدرولوجي والهيدروجيولوجي:
- قطاع بني موسى: يقع على الضفة اليسرى لأم الربيع، ويسقى بواسطة مياه سد بين الويدان المقام على واد العبيد منذ سنة 1954.
- قطاع بني عمير: يوجد على الضفة اليمنى لنهر أم الربيع، ويسقى هذا الأخير بمياه سد الزيدانية منذ سنة 1929.